# 아티스틱스위밍

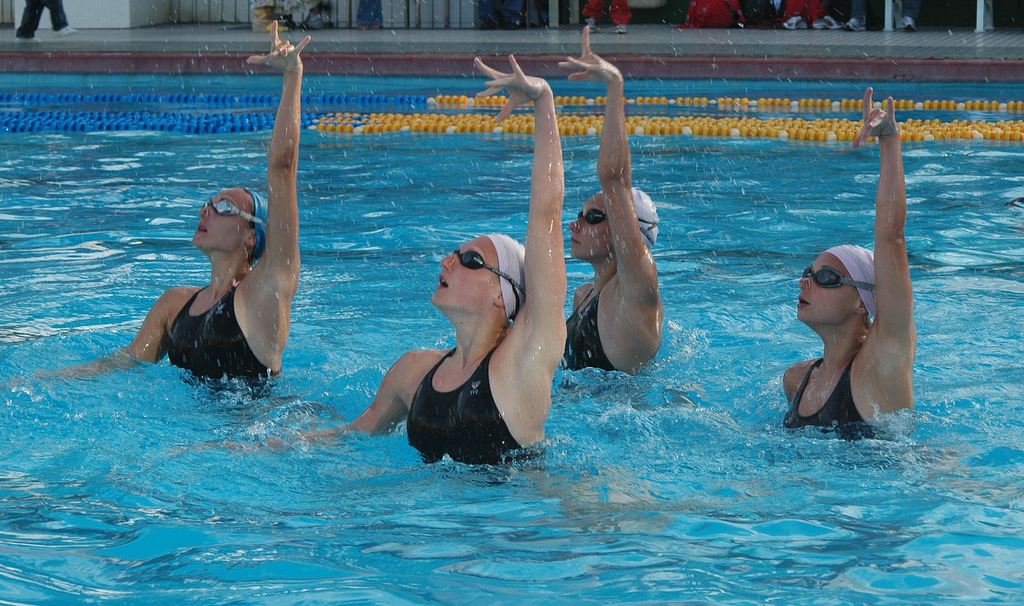
러시아 아티스틱스위밍 팀

아티스틱스위밍(영어: artistic swimming, 문화어: 예술헤엄)은 수영과 춤, 체조가 혼합된 종목으로, 솔로, 듀엣 또는 팀으로 이뤄진다. 이전에는 싱크로나이즈드스위밍(synchronised swimming)이라고 불렸으나, 2017년에 국제 수영 연맹이 "아티스틱스위밍"으로 종목 이름을 바뀌었다. 수중 발레(水中ballet)라고도 불린다.
1984년 하계 올림픽부터 정식 종목으로 채택됐으나, 혼성 듀엣같은 일부 부문은 올림픽에서 정식 종목이 아니다. 또한 여자부 경기가 상대적으로 많은 종목이다.

## 역사
20세기 전환기에 아티스틱스위밍은 수중 발레(water ballet)로 불렸다. 최초로 기록된 경기는 1891년 독일 베를린이었다. 당시 수많은 수영 클럽들이 설립되었고 이 스포츠는 동시에 캐나다에서 발전하였다.
1907년, 오스트레일리아의 애넷 켈러먼은 뉴욕 히포드롬(Hippodrome)에서 수중 발레리나로서 유리 탱크 안에서 공연을 하였을 때 이 스포츠를 보급시켰다.

## 같이 보기
- 세계 수영 연맹